# Colpochila bella
Colpochila bella är en skalbaggsart som beskrevs av Blackburn 1890. Colpochila bella ingår i släktet Colpochila och familjen Melolonthidae. Inga underarter finns listade i Catalogue of Life.